# Асселах, Сония
Сония Асселах (араб. سونيا عسيلة‎; род. 20 августа 1991, Тизи-Узу) — алжирская дзюдоистка, представительница тяжёлой весовой категории. Выступает за национальную сборную Алжира по дзюдо с 2010 года, многократная чемпионка Африки, дважды серебряная призёрка Африканских игр, обладательница бронзовой медали Средиземноморских игр, участница двух летних Олимпийских игр.

## Биография
Сония Асселах родилась 20 августа 1991 года в городе Тизи-Узу, Алжир.
Впервые заявила о себе в дзюдо в сезоне 2010 года, когда стала чемпионкой Алжира среди юниоров и выиграла две бронзовые медали на взрослом чемпионате страны: в тяжёлой и абсолютной весовых категориях.
В 2011 году вошла в основной состав алжирской национальной сборной, выиграла серебряную медаль на Всеафриканских играх в Мапуту, получила золото и серебро на Панарабских играх в Дохе, взяла бронзу на чемпионате Африки в Дакаре, отметилась выступлением на чемпионате мира в Париже, где в 1/8 финала тяжёлого веса была побеждена японкой Микой Сугимото.
В 2012 году выиграла национальное первенство в тяжёлой и открытой весовых категориях, в тяжёлом весе победила на чемпионате Африки в Агадире, стала серебряной призёркой этапа Кубка мира в Бухаресте. Благодаря череде удачных выступлений удостоилась права защищать честь страны на летних Олимпийских играх в Лондоне, однако уже в стартовом поединке проиграла британке Карине Брайант и сразу же выбыла из борьбы за медали.
После лондонской Олимпиады Асселах осталась в составе дзюдоистской команды Алжира на ещё один олимпийский цикл и продолжила принимать участие в крупнейших международных турнирах. Так, в 2013 году она выиграла серебряные медали на Кубке мира в Мадриде и на Гран-при Абу-Даби, взяла бронзу на африканском первенстве в Мапуто, выступила на мировом первенстве в Рио-де-Жанейро, где в 1/16 финала потерпела поражение от представительницы Казахстана Гульжан Иссановой.
В 2014 году победила в открытом весе на чемпионате Африки в Порт-Луи, в то время как в тяжёлой весовой категории удостоилась серебра. Также выиграла серебряную медаль на Кубке мира в Порт-Луи. Участвовала в чемпионате мира в Челябинске, уступив в стартовом поединке немке Ясмин Кюльбс.
В 2015 году побывала на Африканских играх в Браззавиле, откуда привезла награду серебряного достоинства, выигранную в тяжёлой весовой категории. Боролась на мировом первенстве в Астане.
Находясь в числе лидеров алжирской национальной сборной, благополучно прошла отбор на Олимпийские игры в Рио-де-Жанейро, причём на церемонии открытия несла знамя своей страны. Тем не менее, большого успеха здесь не добилась — в первом же поединке категории свыше 78 кг проиграла китаянке Юй Сун и тем самым лишилась всяких шансов на попадание в число призёров.
В 2017 году Сония Асселах в очередной раз стала чемпионкой Африки, выиграла бронзовую медаль на Играх исламской солидарности в Баку, выступила на чемпионате мира в Будапеште.
В 2018 году выиграла бронзовую медаль на Средиземноморских играх в Таррагоне.